# Kourou Monastiri
Kourou Monastiri (in greco Κουρού Μοναστήρι?; in turco Çukurova, precedentemente Kuru Manastır) è un villaggio situato de iure nel distretto di Lefkoşa della Repubblica Turca di Cipro del Nord, o de jure del distretto di Nicosia della Repubblica di Cipro. Nel 2011 il villaggio aveva 208 abitanti.

## Geografia fisica
Kourou Monastiri è situato nella pianura di Messaria. Si trova a otto chilometri a sud-est di Kythrea/Değirmenlik e a tre chilometri a nord-est di Exometochi/Düzova.

## Origini del nome
Kourou Monastir significa "monastero secco" (kuru manastır) in turco. Nel 1958 i turco-ciprioti decisero di cambiare Kourou Monastir con un altro nome turco, Çukurova. La Çukurova è una pianura e una regione nella provincia di Adana in Turchia.

## Società

### Evoluzione demografica
Dal periodo ottomano, Kourou Monastır/Çukurova è stato abitato esclusivamente da turco-ciprioti. Anche se negli ultimi decenni del periodo britannico la crescita della popolazione del villaggio ha subito un andamento oscillante, essa è aumentata costantemente passando da 71 abitanti nel 1891 a 166 nel 1960.
Nessuno fu sfollato da questo villaggio durante le lotte intercomunitarie degli anni '60 o durante l'invasione turca del 1974. Tuttavia, durante il primo periodo, il villaggio servì come centro di accoglienza per alcuni turco-ciprioti sfollati che erano fuggiti dai villaggi vicini.
Attualmente Kourou Monastiri è abitato solo dai suoi abitanti originali. Secondo il censimento turco-cipriota del 2006 la popolazione del villaggio ammontava a 187 persone.